# ジャング大学
ジャング大学（フランス語: Universite de Dschang）は、カメルーン西部州のジャングにある国立大学。旧ジャング大学センター（Centre Universitaire de Dschang）およびフォツォ・ヴィクトル・ドゥ・バンジュン多科学校（Collège Polyvalent Fotso Victor de Bandjoun）の設備を引きついて、1993年に設立再編された。

## 学部・学院
出典：
- 農学部
- 理学部
- 法学政治学部
- 経済経営学部
- 人文科学部
- フンバン造形美術学院
- フォツォ・ヴィクトル工科学院
- 医学薬学部